# Scapa Flow

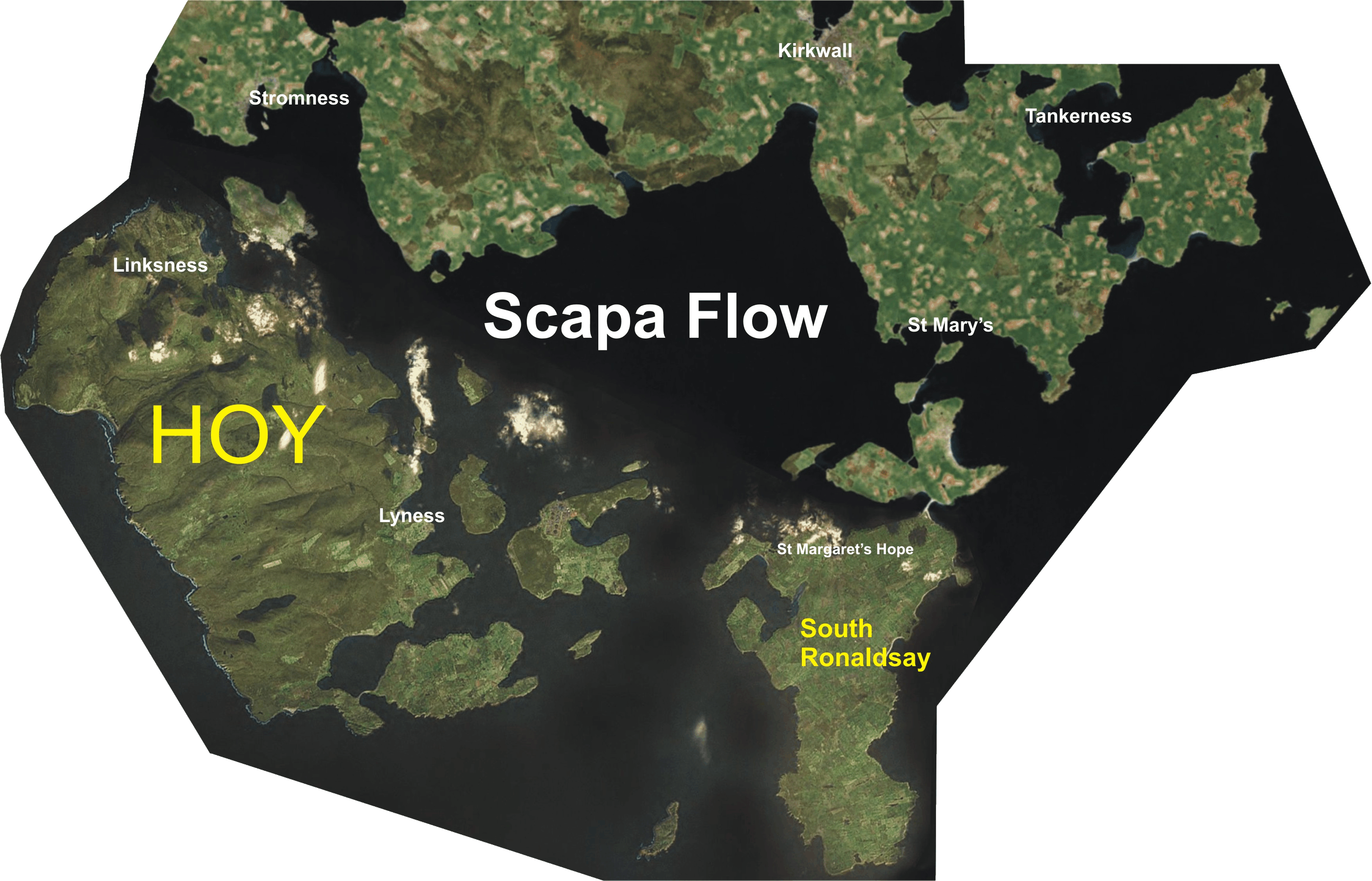
Mapa aéreo de Scapa Flow.

Scapa Flow é um braço de mar localizado nas Órcades, Escócia, norte da Grã-Bretanha, e um dos maiores portos naturais do mundo em suas 140 milhas quadradas de extensão, fundo arenoso e profundidade relativamente pequena, com capacidade para abrigar grande número de embarcações.
Há mil anos, embarcações viquingues já ancoravam em Scapa Flow, mas o local é mais conhecido como principal base naval da Grã-Bretanha durante as I e II Guerra Mundial, fechada em 1956.

## História
Historicamente, as principais bases navais britânicas sempre foram situadas perto do Canal da Mancha, para melhor posicionamento das esquadras frente às agressões dos velhos inimigos franceses, holandeses e espanhóis. Em 1904, em resposta à construção de uma grande marinha de guerra pela Alemanha dos kaisers, o governo decidiu pela necessidade de uma base no norte do país, de maneira a controlar as entradas do Mar do Norte. Outras localidades foram consideradas, porém o atraso nas obras das fortificações requeridas para uma base naval as pegaram sem defesas com o início da I Guerra Mundial.
Scapa Flow havia sido usada diversas vezes como área de exercícios navais no período anterior à guerra, e no momento em que a frota precisou se mover ao norte, o porto foi o local escolhido para acolher as principais belonaves da Marinha Real Britânica, apesar de também não ser ainda plenamente fortificada contra os ataques inimigos.
Apesar do constante nervosismo dos almirantes britânicos com a segurança do porto contra o ataque de submarinos e destróieres inimigos, o que causou um ritmo frenético de obras no lugar a partir da eclosão dos conflitos, com a instalação de grande quantidade de minas, artilharia costeira e barreiras de concreto por toda a baía, Scapa Flow resistiu bem aos ataques de dois submarinos que sofreu durante a guerra, com os possíveis danos evitados pelas sofisticadas defesas submarinas ali instaladas, como redes de aço submersas de proteção na entrada do porto, e sendo detectados por hidrofones e destruídos por minas ali instaladas.
Em seguida à derrota alemã na Primeira Guerra Mundial, 74 navios da Marinha Imperial Alemã foram ali internados à espera da decisão sobre seu futuro pelo Tratado de Versalhes. Com seu destino adiado e indefinido, em 21 de julho de 1919, aproveitando que o grosso da frota britânica havia deixado o porto para exercícios em alto mar, o comandante alemão deu ordens a seus subordinados para que afundassem os próprios navios, para impedir que acabassem caindo de vez em mãos britânicas. Cinquenta e dois destes navios foram afundados, com a perda de nove vidas, as últimas perdas oficiais da Primeira Guerra Mundial.
Estabelecida como a grande base naval no período entre guerras, Scapa Flow viria a sofrer o seu maior e mais audaz ataque no início da II Guerra Mundial. Em 14 de outubro de 1939, o submarino alemão U-47, comandando pelo capitão Günther Prien, penetrou nas defesas do porto e torpedeou o encouraçado HMS Royal Oak, ali fundeado, causando a perda de 833 vidas.
O fato – que levou Prien a ser condecorado em pessoa por Adolf Hitler – fez com que Winston Churchill, então Primeiro Lorde do Almirantado (correspondente nos países lusófonos a Ministro da Marinha), ordenasse a construção de uma série de bloqueios nos acessos orientais da baía, trabalho realizado por centenas de prisioneiros de guerra italianos alojados na Escócia. Estes bloqueios, ainda existentes e chamados de “Barreiras de Churchill”, permitem a ligação por terra entre algumas das ilhas à entrada de Scapa Flow, apesar de impedirem o tráfego marítimo na região. 
Três dias após este ataque, o porto foi novamente atingido, desta vez por quatro bombardeiros da Luftwaffe, num dos primeiros ataques aéreos sofrido por território britânico durante a guerra, que danificou seriamente o mais antigo navio ali ancorado, o encouraçado HMS Iron Duke.

## Scapa Flow hoje

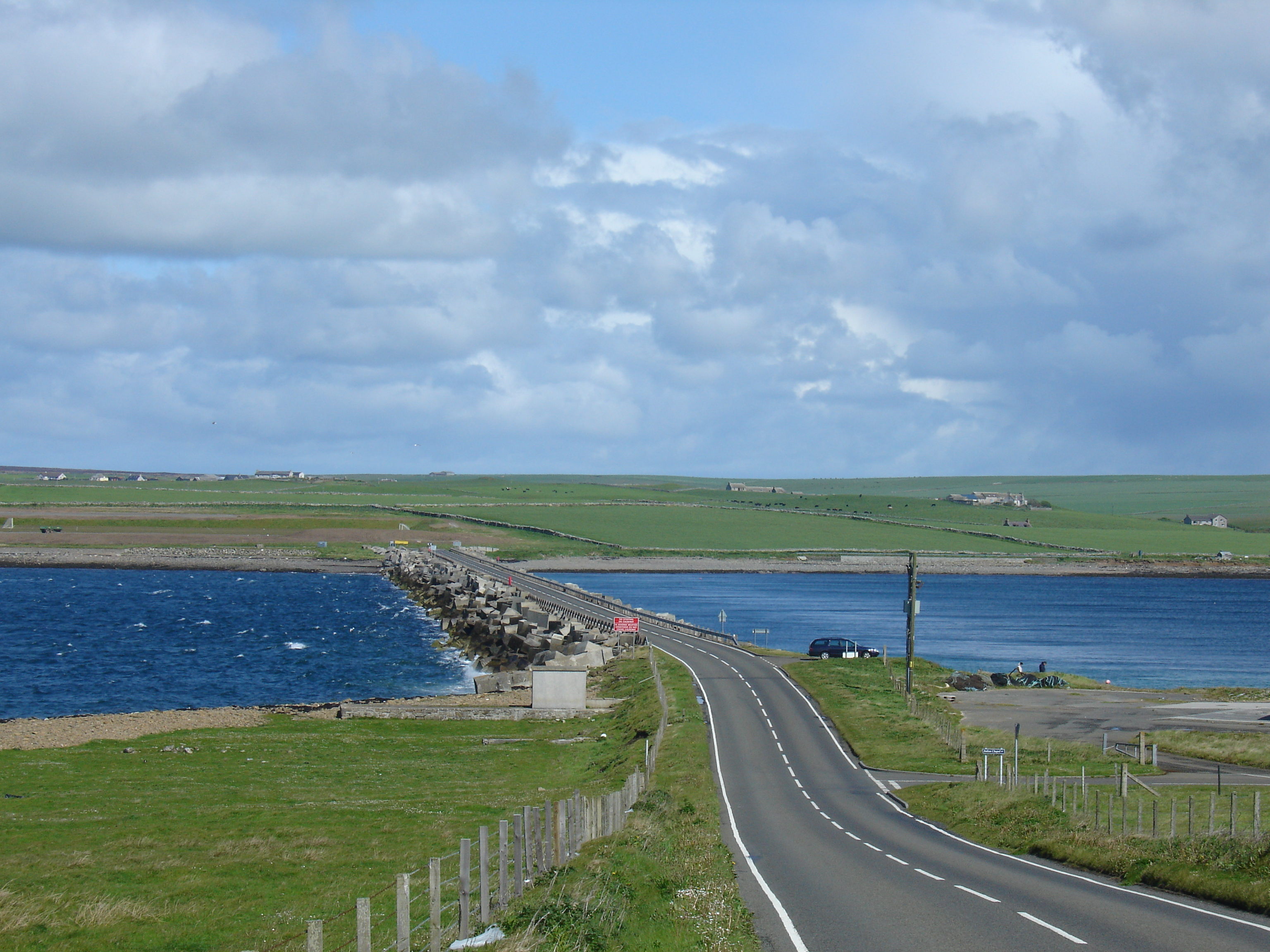
Uma das 'Barreiras de Churchill' ainda hoje existentes em Scapa Flow

Fechada em 1956, a base de Scapa Flow foi transformada num centro turístico e num paraíso para mergulhadores e exploradores de navios submersos. O centro para visitantes se encontra numa das ilhas da entrada da baía e oferece, entre outras atrações, uma exibição em três dimensões da representação da ilha e da localização dos navios ali fundeados antes de serem afundados, além de imagens em 3-D dos navios que repousam no fundo das águas do porto.
Os destroços dos navios alemães afundados por suas tripulações se tornaram um dos mais populares cemitérios submarinos, procurados por mergulhadores de todo o mundo, que tem a permissão de explorarem os destroços mas são proibidos de retirarem qualquer peça ou pedaço de artefato encontrado a menos de 100 m dos navios. Com a profundidade média entre 30 e 50m, o local é de acesso fácil até a mergulhadores iniciantes, apesar da pouca visibilidade das águas, que não permitem que se veja um navio em toda sua extensão.
Os restos dos encouraçados Royal Oak e HMS Vanguard (este afundado durante a I Guerra) são considerados túmulos memoriais de guerra e o acesso a seus destroços só é permitido a mergulhadores da marinha britânica.